# 橋本英吉
橋本英吉（はしもと　えいきち、1898年11月1日―1978年4月20日）は、日本の作家。

## 経歴
福岡県築上郡東吉富村（現在の吉富町域）生まれ。本名・白石亀吉。高等小学校卒。坑夫、印刷工などの職をへて、同郷の横光利一の指導を文学的出発をしながらも、題材としてはプロレタリア文学の作家として活動する。戦時下は農民文学で活動、のち歴史小説などを書く。1942年、第16回芥川賞の候補となるも、入選しなかった。戦後は『人間』に連載した「富士山頂」が佐伯清によって映画化された。晩年には自伝的作品『若き坑夫の像』を『文化評論』に連載した。
1978年4月20日、脳梗塞のため静岡県大仁町の自宅にて死去。79歳。

## 著書
- 市街戦  戦旗社 1930 （日本プロレタリア作家叢書）
- 労働市場  新鋭文学叢書 第18編 改造社 1930
- 炭坑  ナウカ社 1935
- 欅の芽立  三和書店　1939
- 衣食住その他 短篇集 新農民文学叢書 第7篇 砂子屋書房 1939
- 坑道 生活文学選集 第5巻 春陽堂 1939
- 草上の饗宴  昭和書房 1940
- 四季の感情  三笠書房 1940
- 富士 甲鳥書林 1941
- 食欲と情熱  金星堂 1941
- 系図  大観堂 1942
- 金づちの富士登山  国華堂日童社 1943 (少国民図書館)
- 柿の木  非凡閣 1943
- 筑豊炭田 長篇歴史小説 今日の問題社 1943
- 東方の種族  翼賛出版協会 1943 (農村建設文学叢書)
- 忠義  新太陽社 1943
- 小鳥峠  非凡閣 1944
- 棺と赤旗  新興出版社 1946 (新日本名作叢書)
- 賭ける女  新太陽社 1946
- 星の夜の広場にて  改造社 1948
- マルクスの微笑 長篇小説 河出書房 1948
- 富士山頂  鎌倉文庫 1948
- 若き坑夫の像  新日本出版社 1976
- 棺と赤旗・欅の芽立 1977.6 （新日本文庫）

## 参考
- 新潮日本人名辞典